# Zentralbibliothek der Stadtgemeinde Vilnius
Die Zentralbibliothek der Stadtgemeinde Vilnius (litauisch Vilniaus miesto savivaldybės centrinė biblioteka, VCB) ist eine kommunale Bibliothek in der litauischen Hauptstadt Vilnius. Sie gehört der Stadtgemeinde Vilnius. Die Bibliothek beschäftigt 133 Mitarbeiter (Stand 2018), darunter 103 professionelle Bibliothekare; davon 71 mit der Hochschulbildung (Stand 2015). Im Netz von VCB gibt es 18 öffentliche Bibliotheken, darunter 16 Stadtbibliotheken und zwei Kinderbibliotheken. Insgesamt gibt es 200 PC-Arbeitsplätze (mit dem Internetzugang), davon 130 für Benutzer und 70 für Mitarbeiter. Es gibt 55.982 Benutzer und 760.315 Leser.
Der Hauptsitz befindet sich im Stadtteil Žirmūnai. Die Bibliothek wird von Direktorin Rima Gražienė geleitet. 2015 betrug das Jahresbudget 1,5 Mio. Euro. VCB wurde am 28. November 2006 eingetragen, nachdem man die einzelnen Bibliotheken in den Stadtteilen vereinigte.

## Filialen
Stadtbibliotheken
- Antakalnio biblioteka (Antakalnio g. 49), Antakalnis
- Dvarčionių biblioteka (Keramikų g. 4), Dvarčionys
- Dzūkų biblioteka (Dzūkų g. 35), Naujininkai
- Gerosios Vilties biblioteka (Savanorių pr. 59)
- Grigiškių biblioteka (Kovo 11-osios g. 28), Grigiškės
- Jeruzalės biblioteka (Jeruzalės g. 27), Jeruzalė
- Justiniškių biblioteka (Justiniškių g. 62a), Justiniškės
- Kalvarijų biblioteka (Kalvarijų g. 29), Šnipiškės
- Karoliniškių biblioteka (A. J. Povilaičio g. 20), Karoliniškės
- Lazdynų biblioteka (Erfurto g.4-46/48), Lazdynai
- Naujamiesčio biblioteka (A.Vivulskio g. 27), Naujamiestis
- Naujosios Vilnios biblioteka (Pergalės g. 8), Naujoji Vilnia
- Pavilnio biblioteka (Garsioji g. 3), Pavilnys
- Pilaitės biblioteka (Nidos g. 2), Pilaitė
- Šeškinės biblioteka (Musninkų g. 12-37), Šeškinė
- Tomo Zano biblioteka (Šv. Stepono g.23), Altstadt Vilnius

Kinderbibliotheken
- Biblioteka „Papartis“ (Architektų g. 220), Lazdynai
- Biblioteka „Saulutė“ (Žirmūnų g. 2), Žirmūnai

Ehemalige Bibliotheken
- Užupio biblioteka (Polocko g.), Užupis
- Žvėryno biblioteka, Žvėrynas
- Salininkų biblioteka, Salininkai
- Trakų Vokės biblioteka, Trakų Vokė
- Gedimino biblioteka, Gedimino prospektas
- Algirdo Kojelavičiaus biblioteka, Naujoji Vilnia
- Rygos biblioteka, Justiniškės
- 1993–2013: Gelvonų vaikų biblioteka (Gelvonų g.), Šeškinė[2]
- Muzikos ir meno biblioteka (Arklių g. 20), Altstadt Vilnius